# Tubeway Army
Tubeway Army foi uma banda de punk rock e new wave britânica formada em Londres no ano de 1977 pelo vocalista Gary Numan, o baixista Paul Gardiner e o baterista Jess Lidyard, sendo a primeira banda do período pós-punk a alcançar grande sucesso. O estouro da banda deu-se em 1979 com a música Are 'Friends' Electric? e o álbum Replicas, o qual chegou ao topo da tabela britânica UK Albums Chart.

## Discografia

### Álbuns de estúdio
| Ano                                                | Detalhes                                                                       | Melhor posição nas paradas | Melhor posição nas paradas | Melhor posição nas paradas | Melhor posição nas paradas | Melhor posição nas paradas | Certificações (vendas) |
| Ano                                                | Detalhes                                                                       | GBR                        | AUS                        | NZL                        | SUE                        | EUA                        | Certificações (vendas) |
| -------------------------------------------------- | ------------------------------------------------------------------------------ | -------------------------- | -------------------------- | -------------------------- | -------------------------- | -------------------------- | ---------------------- |
| 1978                                               | Tubeway Army - Lançamento: 24 de novembro de 1978 - Gravadora: Beggars Banquet | 14                         | —                          | —                          | —                          | —                          |                        |
| 1979                                               | Replicas - Lançamento: 6 de abril de 1979 - Gravadora: Beggars Banquet, Atco   | 1                          | 11                         | 8                          | 37                         | 124                        | - GBR: ouro            |
| 2009                                               | Replicas Redux - Lançamento: setembro de 2008 - Gravadora: Beggars Banquet     | 96                         | —                          | —                          | —                          | —                          |                        |
| "—" indica lançamentos que não chegaram às paradas |                                                                                |                            |                            |                            |                            |                            |                        |

### Compilações
| Ano  | Detalhes                                                                                    | Melhor posição nas paradas |
| Ano  | Detalhes                                                                                    | GBR                        |
| ---- | ------------------------------------------------------------------------------------------- | -------------------------- |
| 1984 | The Plan - Lançamento: setembro de 1984 - Gravadora: Beggars Banquet                        | 29                         |
| 2019 | Replicas - The First Recordings - Lançamento: dezembro de 2019 - Gravadora: Beggars Banquet | 31                         |

### Singles
| Ano                                                | Single                    | Melhor posição nas paradas | Melhor posição nas paradas | Melhor posição nas paradas | Melhor posição nas paradas | Melhor posição nas paradas | Melhor posição nas paradas | Melhor posição nas paradas | Melhor posição nas paradas | Melhor posição nas paradas | Certificações (vendas) |
| Ano                                                | Single                    | GBR                        | AUS                        | AUT                        | ALE                        | BEL                        | IRE                        | HOL                        | NZL                        | EUA                        | Certificações (vendas) |
| -------------------------------------------------- | ------------------------- | -------------------------- | -------------------------- | -------------------------- | -------------------------- | -------------------------- | -------------------------- | -------------------------- | -------------------------- | -------------------------- | ---------------------- |
| 1978                                               | "That's Too Bad"          | 97                         | —                          | —                          | —                          | —                          | —                          | —                          | —                          | —                          |                        |
| 1978                                               | "Bombers"                 | —                          | —                          | —                          | —                          | —                          | —                          | —                          | —                          | —                          |                        |
| 1979                                               | "Down in the Park"        | —                          | —                          | —                          | —                          | —                          | —                          | —                          | —                          | —                          |                        |
| 1979                                               | "Are 'Friends' Electric?" | 1                          | 12                         | 12                         | 23                         | 14                         | 3                          | 9                          | 8                          | 105                        | - GBR: ouro            |
| "—" indica lançamentos que não chegaram às paradas |                           |                            |                            |                            |                            |                            |                            |                            |                            |                            |                        |